# ADNOC Headquarters
L'ADNOC Headquarters est un gratte-ciel construit en 2015 à Abou Dabi. Il est le quartier général de l'entreprise publique ADNOC. Il mesure 342 mètres pour 76 étages.